# Troubles émotionnels et du comportement
 Mise en garde médicale
Les troubles des émotions et du comportement font référence à une classification des troubles de comportement communément utilisée dans le domaine de l'éducation aux États-Unis.

## Internalisation et externalisation
Les troubles d'« internalisation » regroupent les comportements affectant le "soi". Un sujet présentant des troubles d'internalisation peut par exemple souffrir de manque de confiance, de dépression, d'anxiété, de phobie ou être sujet à des pertes d'intérêts dans ses activités. Ils peuvent aussi s'accompagner de comportement solitaire.
Les troubles d'« externalisation » quant à eux regroupent les comportements affectant aussi des personnes extérieures. Ils incluent les troubles du déficit de l'attention, le trouble des conduites, et le trouble oppositionnel avec provocation.
Une étude réalisée par Kathleen Merikangas, de la National Institute of Mental Health (NIMH), décrit que « cette prévalence de troubles émotionnels et psychologiques est même plus forte que celle de maladies courantes comme l'asthme ou le diabète ». Cette étude est basée sur les données de la cohorte « National Comorbidity Survey-Adolescent », portant sur plus de 10 000 adolescents. Le trouble le plus fréquent, rapporté par un tiers des adolescents américains, est l'anxiété .

## Troubles du comportement
Selon différentes traductions, plusieurs termes sont utilisés pour se référer à des comportements jugés problématiques : difficultés comportementales, comportements défis, comportements perturbateurs... A ce jour, il n'y a pas encore d'accord commun sur le terme prédominant. Néanmoins le DSM-5 s'est mis d'accord pour classifier cela en deux troubles principaux : le trouble oppositionnel avec provocation et le trouble des conduites.Le premier se réfère à "un ensemble récurrent de comportements négativistes, provocateurs, désobéissants et hostiles envers les personnes en position d'autorité". Le deuxième, quant à lui, est défini comme "un ensemble de conduites répétitives et persistantes, qui bafouent les droits fondamentaux d'autrui ou les normes et règles sociales correspondant à l'âge du sujet". On comprend donc là, qu'un trouble du comportement s'inscrit uniquement dans un contexte social et culturel, où un comportement est jugé comme problématique car s'écarterait des normes sociales ou développementales pour un sujet.